# Bistum Jinotega
Das Bistum Jinotega (lateinisch Dioecesis Xinotegana, spanisch Diócesis de Jinotega) ist ein in Nicaragua gelegenes römisch-katholisches Bistum mit Sitz in Jinotega. Es umfasst das Departamento Jinotega.

## Geschichte
Mit der Apostolischen Konstitution  Libenti quidem animo  gründete Papst Johannes Paul II. die Territorialprälatur Jinotega am 18. Juni 1982 aus Gebietsabtretungen des Bistums Matagalpa. Am 30. April 1991 wurde sie mit der Apostolischen Konstitution Quod Praelatura Xinotegana zum Bistum erhoben.

## Ordinarien

### Prälat von Jinotega
- Pedro Lisímaco de Jesús Vílchez Vílchez (1982–1991)

### Bischöfe von Jinotega
- Pedro Lisímaco de Jesús Vílchez Vílchez (1991–2005)
- Carlos Enrique Herrera Gutiérrez OFM (seit 2005)